# Hegyszentmárton, Baranya
Hegyszentmárton este un sat în districtul Sellye, județul Baranya, Ungaria, având o populație de 416 locuitori (2011). 

## Demografie
Componența etnică a satului Hegyszentmárton
     Maghiari (76,7%)
     Romi (20,08%)
     Germani (1,7%)
     Croați (1,52%)
Componența confesională a satului Hegyszentmárton
     Romano-catolici (76,44%)
     Fără religie (9,86%)
     Reformați (4,81%)
     Necunoscută (8,17%)
     Atei (0,72%)
Conform recensământului din 2011, satul Hegyszentmárton avea 416 locuitori. Din punct de vedere etnic, majoritatea locuitorilor (76,7%) erau maghiari, existând și minorități de romi (20,08%), germani (1,7%) și croați (1,52%).  Din punct de vedere confesional, majoritatea locuitorilor (76,44%) erau romano-catolici, existând și minorități de persoane fără religie (9,86%) și reformați (4,81%). Pentru 8,17% din locuitori nu este cunoscută apartenența confesională.